# Jordan Taufua
Pas d'image ? Cliquez ici

a Compétitions nationales et continentales officielles uniquement.

b Matchs officiels uniquement.
Dernière mise à jour le 4 janvier 2023.
Jordan Taufua, né le 29 janvier 1992 à Auckland (Nouvelle-Zélande), est un joueur de rugby à XV international samoan, évoluant aux postes de troisième ligne aile ou troisième ligne centre. Il joue avec le Lyon OU en Top 14 depuis 2021.
Il remporte le Challenge européen avec Lyon en 2022.

## Carrière

### En club
Jordan Taufua commence sa carrière professionnelle avec la province de Canterbury en National Provincial Championship (NPC) en 2012, mais il est prêté dès sa première saison à Tasman, équipe plus modeste, afin d'obtenir davantage de temps de jeu,. Il est alors auteur de performances très remarquées, et Canterbury le rappelle de façon controversée pour disputer les phases finales.
En 2013, il est retenu pour évoluer avec la franchise des Crusaders en Super Rugby,. Lors de sa première saison, il ne joue que cinq rencontres, toutes comme remplaçant, en raison de la concurrence féroce à son poste avec la présence des All Blacks Richie McCaw, Kieran Read ou encore Matt Todd. La saison suivante, il joue davantage de matchs, et il est remplaçant lors de la finale perdue face aux Waratahs, mais n'entre pas en jeu,.
En 2014, il change de province  de NPC et rejoint les Counties Manukau, avec qui il joue pendant trois saisons, avant de faire son retour à Tasman pour la saison 2017,.
À partir de la saison 2015, il s'impose comme un cadre des Crusaders, où sa défense rugueuse et sa puissance balle en main en font un titulaire indiscutable au poste de numéro 6,. Taufua remporte le championnat en 2017 avec la franchise de Christchurch, en étant titulaire lors de l'intégralité des phases finales,. Il remporte à nouveau le championnat la saison d'après, mais sans disputer la finale après une blessure au bras contractée en demi-finale,. En 2018, il est convoité par de nombreux clubs européen, dont le Lyon OU, mais décide de rester en Nouvelle-Zélande au moins jusqu'en 2019, avec l'ambition de jouer pour les All Blacks. Toujours en 2018, il obtient l'accord de sa province de Tasman pour disputer une saison au Japon avec les Mitsubishi Sagamihara Dynaboars en Top League, mais se désiste finalement, toujours dans l'optique de rester sélectionnable,.
En février 2019, il est annoncé qu'il rejoindra le club anglais des Leicester Tigers en Premiership à partir de la saison 2019-2020. Il réaffirme cependant sa volonté de devenir un All Black avant son départ en Angleterre et, si possible, de disputer la Coupe du monde 2019, ce qui ne se fera finalement pas. Il joue régulièrement lors de sa première saison, mais voit ensuite son temps de jeu drastiquement baisser lors de la deuxième.
En manque de temps de jeu à Leicester, il rejoint le Lyon OU en Top 14, en tant que joker médical en janvier 2021,. Il s'impose rapidement dans l'effectif lyonnais, mais sa saison est écourtée après seulement quatre matchs à cause d'une blessure au muscle pectoral,. Il prolonge ensuite son contrat avec Lyon pour deux saisons supplémentaires. La saison suivante, il participe au titre en Challenge européen, en étant notamment titulaire lors de la finale remportée face à Toulon. Il prolonge également son contrat une nouvelle fois, portant son engagement jusqu'en 2025.

### En équipe nationale
En 2011, Jordan Taufua joue avec l'équipe des Samoa des moins de 20 ans, pays dont sont originaires ses parents, lors du trophée mondial des moins de 20 ans 2011. L'année suivante, il est sélectionné avec l'équipe de Nouvelle-Zélande des moins de 20 ans pour participer aux championnats du monde junior 2012,.
En 2016 et 2018, il est invité à jouer avec l'équipe des Barbarians,.
En mai 2018, il est sélectionné pour la première fois par Steve Hansen pour évoluer avec les All Blacks,. Cependant, en raison de sa blessure au bras subie en demi-finale du Super Rugby, il ne dispute aucun match. Il ne sera jamais rappelé par la suite.
En juin 2022, il est retenu dans l'effectif des Samoa pour disputer la Coupe des nations du Pacifique. Il connaît sa première sélection le 9 juillet 2022 contre l'équipe des Tonga. Il dispute deux matchs de la compétition, qui est remportée par son équipe,.

## Palmarès

### En club et province
- Vainqueur du National Provincial Championship en 2012 et 2013 avec Canterbury.
- Finaliste du National Provincial Championship en 2017 avec Tasman.

- Vainqueur du Super Rugby en 2017, 2018 et 2019 avec les Crusaders.
- Finaliste du Super Rugby en 2014 avec les Crusaders.

- Vainqueur du Challenge européen 2021-2022 avec le Lyon OU